# Veliki medvjed
Veliki medvjed (lat: Ursa major) je cirkumpolarno zviježđe vidljivo sa sjeverne zemaljske polutke.
Asterizam koji čini 7 najsjajnijih zvijezda Velikog medvjeda se u hrvatskom pučkom zvjezdoznanstvu naziva Velika kola.
Velika kola su najznačajnija i najpoznatija grupa zvijezda za sve narode sa sjeverne Zemljine polutke. Ono obuhvaća oko 120 zvijezda koje su vidljive golim okom, a koliki je njihov značaj vidi se u činjenici da su sve imenovane (α Dubhe, β Merak, γ Fekda, δ Megrec,…). Sva imena zvijezda u arapskoj verziji grčkih slova ukazuju na položaj zvijezde na figuri medvjeda.
Veliki i Mali medvjed su nebeska zviježđa vidljiva sa sjeverne zemljine polutke. I Veliki i Mali medvjed sastoje se od sedam velikih zvijezda pri čemu je najpoznatija zvijezda Sjevernjača koja spada u promjenjive zvijezde i ima najveći sjaj.

## Zvijezde i ostali nebeski objekti
Najsjajnija zvijezda je Alioth (ε UMa), udaljena je 81 gs s prividnim sjajem od 1,76 mag. Druga po sjajnosti Dubhe (α UMa) se zamišljenom linijom preko Merak (β UMa) povezuje sa Sjevernjačom (α UMi). Preko δ UMa do β UMa povezuje se s Kastorom. Višestruka zvijezda odnosno zvjezdani sistem Mizar (α UMa) je jedna od najpoznatijih zvijezda na nebu. Zahvaljujući prividnom sjaju od 2,4 mag golim okom se vidi i sekundarna zvijezda Alkor (80 UMa) od 4 mag, slabiji teleskopi otkrivaju i treću (tercijarnu) zvijezdu. Svaka od njih je spektroskopijska dvostruka zvijezda, pa sustav sadrži ukupno 6 zvijezda.
Alkaid (η UMa) je s temperaturom na površini od 20000 K jedna od najvrućih zvijezda. Phecda (γ UMa), Ae zvijezda glavnog niza nalazi se na lijevoj strani Velikih kola. Megrez (δ UMa), je najtamnija zvijezda u asterizmu. "Ručka" Velikih kola Phecda (ζ UMa) je dvostruka zvijezda prividnog sjaja od 2,82 mag. W UMa je prototip promjenljvih zvijezda podtipa W Ursae Majoris. M 40 prvenstveno katalogizirana od Messiera 1764. kao maglica, kasnije od Winneckea 1863. potvrđena kao dvostruka zvijezda. 47 UMa je s 110% Sunčeve mase, iako nešto toplija, Suncu veoma slična.
U Velikom medvjedu nalaze se brojne galaksije; neke od njih su vidljive čak i dalekozorom, no za to su potrebni dobri promatrački uvjeti. Galaksije M81 i M82 zanimljiv su par jer se, gledano dalekozorom ili teleskopom uz malo povećanje i veliko vidno polje, nalaze u istom vidnom polju. M81 spiralna je galaksija, ali se može vidjeti samo kao mrljica bez dodatne teksture. M82 nešto je manja i izduženijeg oblika.

## Mitologija
Prema legendi, veliki i mali medvjed nastali su nakon što je bog Zeus silovao nimfu Kalistu koja je rodila sina Arkasa. Zeusova supruga Hera iz ljubomore je Kalistu pretvorila u medvjeda, a Arkas je kasnije u lovu kopljem htio ubiti vlastitu majku.
Kako bi spriječio Zeus je i Arkasa pretvorio u medvjeda, te Arkasa i Kalisto uzdigao na nebo kao velikog i malog medvjeda.
Heri se to nije svidjelo te je tražila Tetiju da joj pomogne. Tetija ih je proklela da zauvijek kruže nebom i da nikad ne zađu ispod obzora (zato su cirkumpolarni).